# Bourbon pittoresque
Bourbon pittoresque est un roman de l’écrivain bourbonnais Eugène Dayot, paru en feuilleton dans le journal le Courrier de Saint-Paul, en 1844.
Ce roman, publié quatre avant le décret de l’abolition de l’esclavage par Victor Schœlcher, traite du marronnage à l’Île Bourbon (La Réunion), au XVIIIe siècle. Cet ouvrage, qui devait comporter cinquante chapitres selon son auteur, s’arrête au chapitre douze. La mort tragique d’Eugène Dayot, en 1852, fait de ce roman une œuvre inachevée.  

## Genèse de l'œuvre
Eugène Dayot publie les premiers chapitres de son œuvre dans le Courrier de Saint-Paul (1843-1848), après avoir vendu Le Créole, journal qu'il avait créé à son compte. À sa mort, il demanda à Jean-Michel Raffray de poursuivre sa fresque afin de terminer son œuvre. Néanmoins, la mort de son ami mit court au projet.

### Différents états du texte
Après sa publication sous forme de feuilleton, Gilles-François Crestien décide de publier ce récit intégralement chez Challamel en 1878. 
En 1914, le journal Le Peuple décide à son tour de publier sous le même format Bourbon pittoresque. Puis, en 1966, c'est par l'initiative du journal Croix-Sud et des religieuses que mille exemplaires de l'ouvrage paraissent. Néanmoins, l'édition, vite épuisée, est incomplète et son format "laissait à désirer", écrit son préfacier Jacques Lougnon. Une nouvelle édition paraît, en 1977, sous forme la forme d'une anthologie des œuvres d'Eugène Dayot. Le livre comporte le célèbre roman Bourbon pittoresque, quelques poèmes et un courte pièce de théâtre. Jacques Lougnon écrit dans la nouvelle préface que cette édition comporte l'intégralité du texte, quelques notes supplémentaires de l'auteur lui-même, de l'édition de 1878. 
En 2012, les éditions Azalées réédite Bourbon pittoresque avec en sous-titre le mythe roman d'Eugène Dayot enfin achevé. Jules Bénard, journaliste de La Réunion, termine le projet de l'écrivain en écrivant les chapitres manquants. Toutefois, le plan de l'œuvre n'ayant jamais été retrouvé, Jules Bénard a pris l'initiative d'inventer pleinement la suite. 

## Écriture
L'écriture d'Eugène Dayot est pour Jean-Michel Raffray marquée par "l’inspiration antique manque tout à fait ; il tient à cette école moderne donc nous avons en France deux personnifications distinctes et si illustres. La Bible était sa lecture favorite." L'influence pré-romantique d'Eugène Dayot est certes évidente mais elle "oscille" entre influences anciennes et influences modernes. L'écriture de la nature présente dans Bourbon pittoresque montre comment l'auteur use de procédés stylistiques spécifiques (syntaxes, références implicites) afin de rendre ses paysages pittoresques. 

## Résumé
Bourbon pittoresque traite de la lutte entre les esclaves devenus marrons et les chasseurs, regroupés sous forme de détachements. Son récit s'organise sur douze chapitres, dix d'entre eux mettent en scène les chasseurs créoles, de leurs préparatifs (chapitre 1) à la capture d'un fugitif (chapitre 10). Les deux derniers chapitres qui closent le roman donne voix aux Marrons. Le romancier explique qu'ils sont dispersés de part et d'autre de Bourbon, organisés sous forme de clan. L'œuvre s'ouvre sur un avant-propos dans lequel Dayot écrit un long éloge de sa patrie (Bourbon). C'est dans la préface de 1964 que Jacques Lougnon (1920-1997) avertit le lecteur de l’avant-propos qui est pour lui une longue digression. Cet avant-propos est consacré à l’amour de la patrie et le style est, bien qu’au goût du temps, « assez pénible » mais « assez bref ».
L'expédition menée, par le détachement de François Mussard et de Touchard, chasseurs célèbres de Noirs-Marrons, vers les Hauts. S’enchaîne par la suite, un combat sanglant entre les Marrons (Cimendef, Mafate, Diampare, Pyram) et le détachement au sein de la forêt. L’œuvre s’achève sur la rencontre de tous les chefs Marrons de l’île qui se prépare au combat. 
Eugène Dayot raconte une histoire parallèle à celle de la chasse. Il met en scène une histoire d'amour entre Marie, la fille du vieux Touchard, et Jean-Baptiste, chasseur néophyte. Le récit prend ainsi la forme d'un roman de formation (Bilgdunsroman) au sein duquel le lecteur peut suivre l'apprentissage de Jean-Baptiste. Ce dernier doit capturer au moins un Marron afin de prouver qu'il est digne du cœur de Marie, et pour cela il devra convaincre Touchard, son coéquipier, qui est le gendre idéal.
Du côté des Marrons, les chapitres restant mettent surtout en avant Diampare et Pyram. Ils font une première razzia avec d'autres fugitifs en attaquant l'habitation (lieu de vie et propriété agricole) de Touchard. C'est après cette attaque que les détachements se mettent à leur poursuite. La description des personnages marrons tendent le plus souvent à une bestialisation des personnages, tandis que les chasseurs sont décrits de façon cocasse et charmant.

## Personnages
Eugène Dayot fait appel à plusieurs personnages appartenant au paysage historique de La Réunion. Le personnage de François Mussard est un célèbre chasseur de marrons de l'île Bourbon au XVIIIe siècle. Ses expéditions dans la forêt bourbonnaise ont participé à la toponymie de certains lieux comme la Caverne Mussard, dans les Hauts de Saint-Benoît. Aussi, le récit de Dayot avait, peut-être, pour finalité de raconter l'expédition sanglante que Mussard mena à cette époque. Des éléments plus spécifiques sont donnés par l'auteur comme le voyage Mussard à l'île Maurice, ou encore, son célèbre fusil que le personnage nomme dans le récit : "sa vieille et fidèle ami".
D'autres personnages historiques font leur apparition dont de grands figures du marronnage comme Cimendef, Mafate ou encore Anchaing. Ces noms, d'abord nom de Marrons, ont, par la suite, étaient attribués au lieu qu'ils occupaient pendant leur marronnage (Piton Anchaing, le cirque de Mafate...). Ainsi, le roman ouvre une porte sur l'histoire des toponymies de l'île. De plus, cela permet également de retracer une histoire, bien que fictive, de la colonisation des Hauts de l'île et de la découverte de cette partie de l'île peu connu par les habitants à cette époque. 
Enfin, quelques personnages historiques sont évoqués dans le récit comme Monseigneur D'Antioche qui est passé sur l'île, ou encore, Mahé de La Bourdonnais, gouverneur général des Mascareignes. Par ces élements du réel (realia), Eugène Dayot tente d'inciter le lecteur à croire en la véracité de ses dires. Toutefois, certains éléments semblent nourrir les légendes de l'île dont la mort d'Anchaing, tué par le vieux Touchard selon Dayot. Dans d'autres légendes, Anchaing, amoureux d'Héva, une Marronne célèbre, se serait fait capturer ou tuer par Bronchard, un autre chasseur connu.

## Réception de l'œuvre
Les nombreuses rééditions de l'œuvre montrent l'affectivité que les Réunionnais peuvent entretenir avec Bourbon pittoresque. Eugène Dayot a d'abord présenté son projet comme une fresque retraçant les cent premières années de l'histoire de la colonisation à La Réunion. Aussi, du XIXe siècle au XXe siècle, certains individus de l'intelligentsia de l'île insistèrent sur le capital culturel qu'apporte cette œuvre à la grandeur de la colonie. François de Saint-Amand, poète bourbonnais, a même remercié Gilles-François Crestien pour l'édition de 1878 en écrivant : "Merci, Monsieur, en mon nom, au nom de la conolonie toute entière, car vous allez sauver de l'oubli, ce second linceul des morts, la mémoire d'un de ses plus dignes enfants, d'un de ceux qui l'ont le plus aimée, qui contribuent le plus à sa gloire !". 
C'est par l'instance de Jacques Lougnon et ses deux éditions annotées (1966 et 1977) que l'œuvre semble être resté en partie dans les mémoires. Jacques Lougnon ne tarit pas d'éloges en définissant Bourbon pittoresque comme étant "notre épopée, notre chanson de geste". Ce "grand mot", écrit le préfacier lui-même, paraît pourtant être dithyrambique, comme si ce dernier omettait l'inhumanité de l'esclavage et la présence de métissage sur l'île, en XXe siècle. La posture même d'Eugène Dayot reste ambigu. Journaliste pro-abolitionniste, son œuvre reste pourtant empreinte des pensées de son temps. La structure même du récit tend à valoriser les exploits martiaux des chasseurs bien plus que la lutte marronne et le désir d'émancipation. 
L'absence de sources datant de l'époque coloniale a amené l'historien Prosper Ève à s'intéresser à l’œuvre de Dayot. Il s'inspire de certains éléments historiques, ainsi que de la description physique des personnages afin de reconstituer l'histoire. Grâce à cette source littéraire, Prosper Ève tente de retranscrire le style de vie des Marrons et leurs organisations militaires.